# Saint-Jean-Saint-Germain
Saint-Jean-Saint-Germain – miejscowość i gmina we Francji, w Regionie Centralnym, w departamencie Indre i Loara.
Według danych na rok 1990 gminę zamieszkiwało 561 osób, a gęstość zaludnienia wynosiła 26 osób/km² (wśród 1842 gmin Regionu Centralnego Saint-Jean-Saint-Germain plasuje się na 634. miejscu pod względem liczby ludności, natomiast pod względem powierzchni na miejscu 605.).